# Rabiola (futebolista)
Tiago André Coelho Lopes, mais conhecido por Rabiola, nasceu a 25 de Julho de 1989 é um futebolista português que joga a Ponta-de-lança, e também pode actuar como segundo avançado, assim como ir para as linhas, devido a sua velocidade e bom passe. Foi contratado pelo Porto na época 2007/2008 ao Guimarães e emprestado ao mesmo para ganhar rodagem, agora que o Guimarães voltou a primeira liga. Rabiola nos juniores do Vitória Sport Clube marcou mais de 50 golos ao longo dos anos .
No início da segunda volta do campeonato o Porto "chamou" o jogador de volta, e na época seguinte foi emprestado ao Olhanense.
Na época 2010/2011 emprestado pelo FC Porto ao Desportivo das Aves tenta mostrar todo o seu valor. Apesar de não conseguir entrar no final da época no plantel principal do Porto, desvincula-se e assina contrato com o Feirense recém-promovido à 1ª divisão. Depois de uma época infeliz, regressa ao Desportivo das Aves e fez uma primeira parte da época fantástica, apontando 20 golos em 30 jogos! Com este número muito significativo o Sporting Clube de Braga compra o seu passe e ingressa na equipa minhota com o número 19.

## Títulos
Porto
- Campeonato Português: 2008-09
- Taça de Portugal: 2008-09